# Лынько, Алеся Сергеевна
Алеся Сергеевна Лынько (род. 22 ноября 1997[…], Минск) — белорусская футболистка, защитница.

## Биография
В 2011 году была заявлена полузащитником в составе ЖФК «Минск». В 2017 году дебютировала в сборной Белоруссии.
В 2021 году перешла в российскую команду «Звезда-2005», за сезон сыграла только 2 матча в чемпионате России. В январе 2022 года планировался её переход в турецкий «Хатайспор».

## Достижения
командные
- Чемпионат Белоруссии по футболу среди женщин
  - чемпион (4): 2015, 2016, 2017, 2018
  - серебряный призёр (2): 2019, 2020
- Кубок Белоруссии по футболу среди женщин
  - обладатель (1): 2015, 2016, 2017, 2018
  - финалист (1): 2020

личные
- участник Лиги чемпионов

## Клубная статистика
| Выступление      | Выступление      | Выступление      | Лига | Лига | Кубок | Кубок | Суперкубок | Суперкубок | Еврокубки | Еврокубки | Итого | Итого |
| Клуб             | Лига             | Сезон            | Игры | Голы | Игры  | Голы  | Игры       | Голы       | Игры      | Голы      | Игры  | Голы  |
| ---------------- | ---------------- | ---------------- | ---- | ---- | ----- | ----- | ---------- | ---------- | --------- | --------- | ----- | ----- |
| Минск            | высшая           | 2015             | 15   | 0    | 3     | 0     | —          | —          | 4         | 0         | 22    | 0     |
| Минск            | высшая           | 2016             | 14   | 3    | 3     | 0     | —          | —          | 2         | 1         | 19    | 4     |
| Минск            | высшая           | 2017             | 14   | 0    | 4     | 0     | —          | —          | —         | —         | 18    | 0     |
| Минск            | высшая           | 2018             | 12   | 1    | 3     | 0     | —          | —          | —         | —         | 15    | 1     |
| Минск            | высшая           | 2020             | 5    | 0    | 1     | 0     | 1          | 0          | 1         | 0         | 8     | 0     |
| Минск            | Итого            | Итого            | 60   | 4    | 14    | 0     | 1          | 0          | 7         | 1         | 82    | 5     |
| Зорка-БДУ        | высшая           | 2019             | 16   | 8    | 2     | 1     | —          | —          | —         | —         | 18    | 9     |
| Зорка-БДУ        | Итого            | Итого            | 16   | 8    | 2     | 1     | —          | —          | —         | —         | 18    | 9     |
| Звезда-2005      | высшая           | 2021             | 2    | 0    | —     | —     | —          | —          | —         | —         | 2     | 0     |
| Звезда-2005      | Итого            | Итого            | 2    | 0    | —     | —     | —          | —          | —         | —         | 2     | 0     |
| Всего за карьеру | Всего за карьеру | Всего за карьеру | 78   | 12   | 16    | 1     | 1          | 0          | 7         | 1         | 102   | 14    |